# Гіршайд
Гіршайд (нім. Hirschaid) — громада в Німеччині, розташована в землі Баварія. Підпорядковується адміністративному округу Верхня Франконія. Входить до складу району Бамберг.
Площа — 40,95 км2. Населення становить 12 457 ос. (станом на 31 грудня 2020).

## Географії

### Адміністративний поділ
Громада  складається з 11 районів:
- Ерлах
- Фрізен
- Гросбухфельд
- Юліусгоф
- Кляйнбухфельд
- Кеттманнсдорф
- Ортстайль-Регнітцау
- Реберсдорф
- Ротензанд
- Зассанфарт
- Зайгендорф